# Huayan (distrito)
O Distrito peruano de Huayan é um dos cinco distritos que formam a Província de Huarmey, situada no Ancash, pertencente a Região Ancash, Peru.

## Transporte
O distrito de Huarmey é servido pela seguinte rodovia:
- AN-109, que liga a cidade de Huarmey ao distrito de Recuay[2][3][4]